# Royal Cleaves Johnson
Royal Cleaves Johnson (ur. 3 października 1882 w Cherokee, Iowa, zm. 2 sierpnia 1939 w Waszyngtonie) – amerykański polityk związany z Partią Republikańską.
W latach 1915–1933 przez dziewięć dwuletnich kadencji Kongresu Stanów Zjednoczonych był przedstawicielem drugiego okręgu wyborczego w stanie Dakota Południowa w Izbie Reprezentantów Stanów Zjednoczonych.
Podczas I wojny światowej postanowił wstąpić do armii jako szeregowy aby wziąć udział w wojnie. Uczynił to 5 stycznia 1918 roku i był nieobecny podczas obrad Kongresu. Za uczestnictwo w działaniach wojennych otrzymał amerykański Krzyż za Wybitną Służbę oraz francuski Croix de Guerre ze złotą gwiazdą.
Po śmierci jego ciało pochowano na Narodowym Cmentarzu w Arlington.